# Nguyễn Việt Khái
Nguyễn Việt Khái (1940-1963) là một du kích địa phương chiến đấu chống chính quyền Việt Nam Cộng hòa. Ông được chính quyền Mặt trận Dân tộc Giải phóng miền Nam Việt Nam ghi nhận thành tích chỉ với 8 phát đạn carbine đã bắn rơi 4 trực thăng của Quân đội Việt Nam Cộng hòa, trong đó có 2 chiếc rơi tại chỗ, trong trận đánh ngày 8 tháng 12 năm 1962, truy tặng danh hiệu Anh hùng Lực lượng vũ trang nhân dân.

## Thân thế cuộc đời
Ông tên thật là Nguyễn Văn Huôi, sinh năm 1940, tại xã Tân Hưng Tây, huyện Phú Tân. Năm 1954, ông bắt đầu tham gia hoạt động bí mật cho các cán bộ Việt Minh, làm liên lạc của xã, sau đó chuyển sang công tác thanh niên. Tới năm 1961, ông gia nhập đội du kích của Mặt trận Dân tộc Giải phóng miền Nam Việt Nam, làm Ấp đội trưởng. Lúc này ông lấy tên là Nguyễn Việt Khái, bí danh là Ba Khái.
Năm 1962, ông là bí thư chi bộ xã, được giao nhiệm vụ chỉ huy toàn bộ lực lượng du kích của xã, trực tiếp chỉ huy du kích đánh trả các trận càn của phía Quân đội Việt Nam Cộng hòa, thuộc Chi khu Bình Hưng. Ngày 20 tháng 12 năm 1962, phía Việt Nam Cộng hòa dùng 40 máy bay các loại bất ngờ đổ quân xuống nhiều địa điểm hòng bao vây, tiêu diệt lực lượng du kích. Ông chỉ huy các du kích cơ động lẩn tránh, tìm cơ hội phản kích. Trong một đợt bị tập kích, theo các nhân chứng, ông đã dùng súng trường carbine bắn 8 phát đạn, trúng 4 máy bay trực thăng. Trong số đó, có 2 chiếc bốc cháy tại chỗ, 2 chiếc khác cố bay ra tới kinh Năm và khu vực kinh Ông Xe thì rơi.
Tháng 10 năm 1963, trong trận đánh đồn Vàm Cái Tàu, ông trúng đạn tử trận. Bấy giờ, ông đang là Trung đội phó Trung đội 3, Đại đội Quyết Thắng, Tiểu đoàn U Minh 2.

## Vinh danh
Ngày 5 tháng 5 năm 1965, ông được Mặt trận Dân tộc Giải phóng miền Nam Việt Nam truy tặng danh hiệu Anh hùng Lực lượng vũ trang Nhân dân. Tên ông về sau được nhà nước Việt Nam đặt cho một đơn vị hành chính cấp xã tại huyện Phú Tân, tỉnh Cà Mau: Xã Việt Khái, sau đổi tên thành xã Nguyễn Việt Khái như ngày nay.